# 阿爾捷門基夫
50°42′0″N 32°51′51″E / 50.70000°N 32.86417°E
阿爾捷門基夫（烏克蘭語：Артеменків），是烏克蘭北部的村莊，隸屬切爾尼希夫州的普里盧基區。該村始建於1600年，面積0.52平方公里，海拔高度169米，2001年人口149。